# Синдром маски з усмішкою
Синдром маски з усмішкою (англ. Smile mask syndrome) (яп. スマイル仮面症候群, sumairu kamen shōkōgun) , (SMS) — це психічний розлад, виявлений професором Макото Нацуме з Оскаського жіночого університету Сьоїн, за якого у хворих розвивається депресія та фізичні недуги внаслідок ситуацій, у яких вони були змушені довго та неприродно усміхатись. Нацумі виявив розлад після консультації студентів з університету і зауважив, що кілька з них провели стільки часу, щоб сфальсифікувати усмішку, що не здогадувались, що роблять це навіть під час стресових та неприємних ситуацій. Нацуме пов'язує це з важливістю усмішок в японській сфері обслуговування, особливо для молодих жінок.

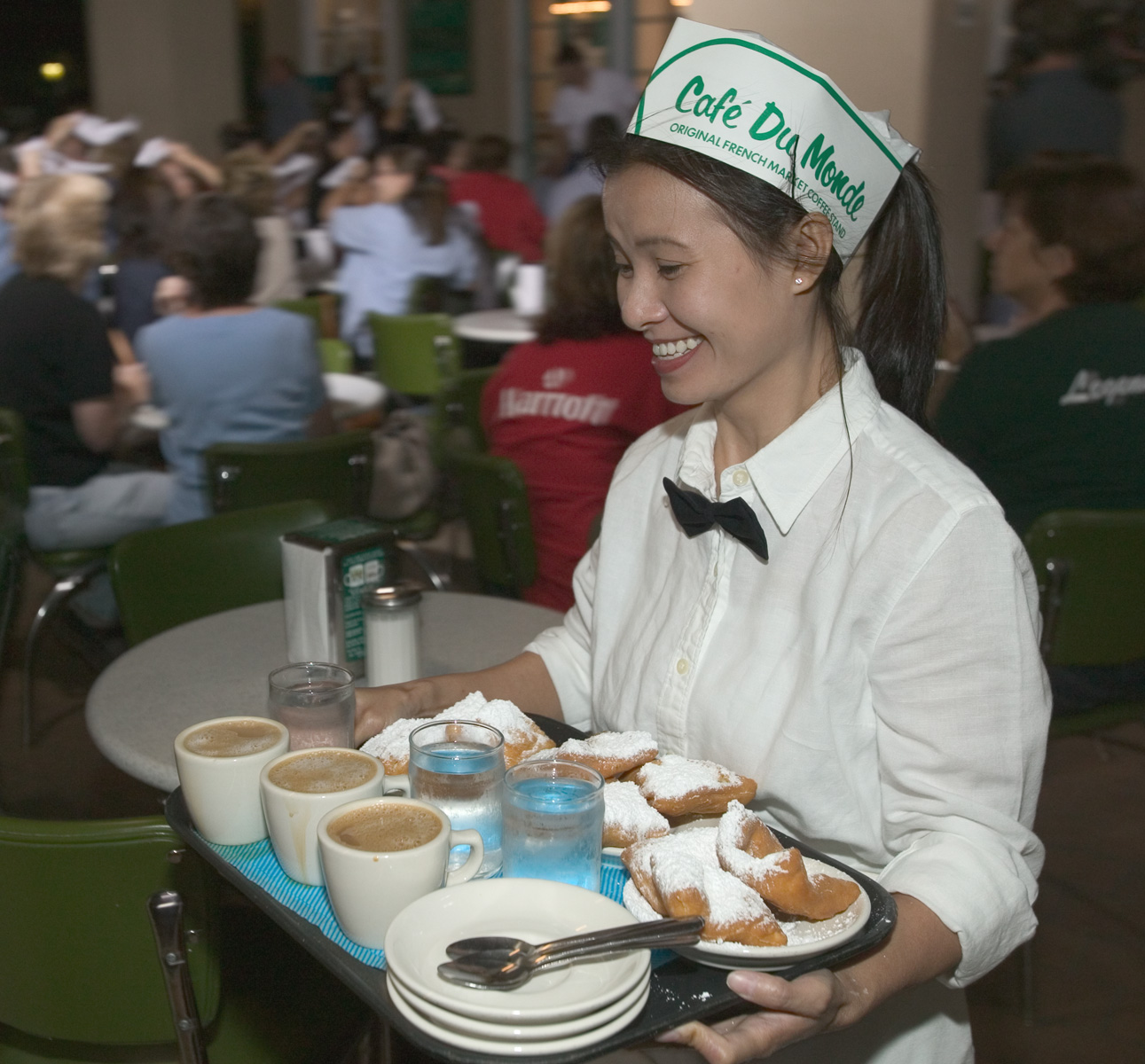
Офіціантка у ресторані має виглядати доброзичливою, тобто посміхатись та виражати виключно позитивні емоції щодо відвідувачів.

Для японських жінок, які працюють у сфері послуг, усмішка є важливою частиною роботи. Більшість японських компаній, зосереджених в індустрії послуг, вимагають, щоб їх жіночий персонал постійно посміхався. Нацуме каже, що його пацієнтки часто говорять про важливість усмішки, коли тема розмови стосується їхньої роботи. Він посилається на приклади пацієнтів, які заявляли, що їхня усмішка мала великий вплив на те, чи вони були найняті, і що їх начальники наголошували на ефекті, який привабливі усмішки мали на клієнтів. На думку Нацуме, така атмосфера іноді змушує жінок посміхатися неприродно настільки довго, що вони починають притуплювати свої справжні емоції і зрештою впадати в депресію.
Японський автор Томомі Фудзівара зазначає, що вимога усміхатись на роботі виникла у Японії приблизно у 1980-х роках, і покладає відповідальність на культурні зміни, що виникли в Діснейленді, відкритому в 1983 році у Токіо, за популяризацію вимог щодо обов'язкової усмішки на робочому місці.
Синдром маски з усмішкою також був виявлений в Кореї. Корейський письменник Ба Вурі відзначає, що усмішка надає конкурентну перевагу над іншими, і вона стала необхідним атрибутом багатьох працівників, як і «чепурна уніформа». Юн Дорам, експерт з психологічного консультування, порівнює теперішнє суспільство, у якому часто зустрічаються «маски з усмішкою», з клоунадою: і те, і те характеризується численними, але порожніми і фальшивими усмішками.
Синдром маски з усмішкою може призводити як до фізичних, так і до психічних проблем. Нацумі каже, що у багатьох з його пацієнтів, які були змушені довго посміхатись, з'явилися біль у м'язах і головний біль, і говорить, що ці ознаки схожі на симптоми повторюваного розтягнення м'язів.